# Mary Elmes
Pour les articles homonymes, voir Elmes.
Marie Elisabeth Jean Elmes (5 mai 1908, Cork - 9 mars 2002, Perpignan) est une travailleuse humanitaire irlandaise, qui a sauvé plusieurs centaines d'enfants juifs pendant la Seconde Guerre mondiale. Elle devient en 2015 la première et la seule Irlandaise honorée comme Juste parmi les Nations par l'État d'Israël, en reconnaissance de ses actions pendant la guerre civile espagnole et la Seconde Guerre mondiale,.

## Biographie
Mary Elmes est née le 5 mai 1908 à Cork, en Irlande. Son père est le chimiste Edward Elmes, qui dirige une pharmacie à Cork.
Elle fréquente l'école Rochelle à Cork puis à partir de 1928 le Trinity College de Dublin où elle est élève boursière. Elle étudie les littératures modernes française et espagnole,,. En 1935, Mary Elmes obtient une bourse d'études internationales pour la London School of Economics et poursuit ses études à Genève, en Suisse,,.
Elle s'installe après la Seconde Guerre mondiale dans les Pyrénées-Orientales, d'abord à Perpignan puis à Canet-en-Roussillon et Sainte-Marie-la-Mer. Elle épouse le résistant Roger Danjou ; le couple a deux enfants.

### Guerre civile espagnole
En février 1937, Mary Elmes rejoint l'unité d'ambulance mise en place par l'Université de Londres ; elle travaille dans un hôpital pour enfants à Almeria, avant de prendre la direction d'un hôpital à Alicante. Elle rencontre alors Alice Resch, membre de l'American Friends Service Committee (AFSC).
Mary Elmes suit dans l'exil les réfugiés espagnols lors de la Retirada. Elle arrive en France en mai 1939 et continue à apporter son aide dans les camps d'internement, en particulier au camp de Rivesaltes.

### Seconde Guerre mondiale
Sa nationalité irlandaise permet à Mary Elmes de rester en France malgré la signature de l'armistice. Le camp de Rivesaltes accueille progressivement, en plus des réfugiés espagnols, des juifs raflés. L'humanitaire établit une antenne de l'American Friends Service Committee (AFSC) au camp de Rivesaltes. Elle réussit, en accord avec les familles et les autorités du camp, à faire sortir les enfants de moins de 16 ans du camp, pour les héberger dans des logements alentour.
Lorsque les déportations s'intensifient, Mary Elmes fait passer les enfants dans la clandestinité, les transportant dans le coffre de sa voiture près de Toulouse. Un certain nombre parviendront à se réfugier aux États-Unis. On estime qu'environ 427 enfants ont été sauvés du camp de Rivesaltes par Mary Elmes et ses collègues entre août et octobre 1942. Parmi eux, René Marcel Freund (aujourd'hui Ronald Friend, professeur de psychologie à New York), 2 ans, et son frère Michael, 5 ans, conduits le 26 septembre 1942 à Vernet-les-Bains puis à l'hôpital Saint-Louis.
Les Allemands envahissent la zone libre en novembre 1942. Mary Elmes est arrêtée en janvier 1943, soupçonnée d'avoir aidé des juifs à s'évader du camp. D'abord emprisonnée à Toulouse, elle est internée à la prison de Fresnes, avant d'être libérée six mois plus tard, faute de preuve .

## Distinctions
Après la guerre, Mary Elmes refuse la Légion d'Honneur que veut lui décerner le gouvernement français. Onze ans après sa mort, le 23 janvier 2013, elle est reconnue Juste parmi les Nations à titre posthume par Yad Vashem. Ses enfants et petits-enfants reçoivent le prix en son nom.
Le pont piéton reliant Patrick's Quay à Merchant's Quay à Cork (ouvert en juillet 2019) porte le nom de Mary Elmes.
Un prix d'histoire portant son nom est créé en 2019 par l'association des professeurs d'histoire d'Irlande. Il récompense des travaux historiques en mémoire de l'Holocauste.